# Litoria dentata
Litoria dentata — вид жаб з родини Pelodryadidae.

## Поширення
Ендемік Австралії. Поширений на узбережжі та в прилеглих гірських районах Нового Південного Уельсу та південного Квінсленду, на висоті до 800 м над рівнем моря. Асоціюється з прибережними лагунами, ставками і болотами в пустелі, склерофілових лісах і розчищених сільськогосподарських угіддях.

## Опис
Невелика жаба, завдовжки до 45 мм. Спинна поверхня насичено-коричнева, з широкими неправильними, світлішими смугами на кожній стороні жаби, що починаються від задньої частини ока. Від морди, через око і на барабанну перетинку проходить темна смуга. Прямо під оком є біла смуга. Черевна поверхня світло-кремова, хоча у період розмноження самці можуть бути жовтими. Перетинки на передніх лапах на одну третину пальця, а на задніх ногах на дві третини. Тимпан видно. Райдужка має сильний іржаво-червоний колір. У період розмноження самці набувають жовтуватого кольору.

## Спосіб життя
Вдень ховається під камінням або шматками кори дерев, але іноді в рукотворних предметах. Відкладає ікру в тимчасових водоймах. Яйця плавають над водою. Пуголовки швидко перетворюються на жаб, тому не гинуть, коли їхні оселі висихають.